# Matang Cut
Matang Cut is een bestuurslaag in het regentschap Aceh Utara van de provincie Atjeh, Indonesië. Matang Cut telt 500 inwoners (volkstelling 2010).